# 朱塞佩·加里波蒂号装甲巡洋舰
“朱塞佩·加里波蒂”号装甲巡洋舰（義大利語：Giuseppe Garibaldi）是19世纪90年代为意大利皇家海军建造的第7艘朱塞佩·加里波蒂级装甲巡洋舰。该舰在服役生涯中经常充当旗舰，也多次被部署到东地中海和黎凡特等地区。在1911-1912年的意土战争初期，该舰参与了轰炸的黎波里的行动。1912年初，“朱塞佩·加里波蒂”号轰炸了贝鲁特，并击沉了一艘奥斯曼帝国铁甲舰。几个月后，该舰轰炸了奥斯曼帝国在达达尼尔海峡设立的防御工事。
1913年第一次巴尔干战争结束后，该舰被部署在阿尔巴尼亚长达数月，以保护意大利本国在此处的利益。1915年意大利向同盟国宣战后不久，一艘奥匈帝国的潜艇在亚得里亚海击沉了“朱塞佩·加里波蒂”号，造成53名舰员丧生。“朱塞佩·加里波蒂”号的残骸于2008年被发现，并在随后的几年中被水下考古学家们持续探索。

## 设计
“朱塞佩·加里波蒂”号装甲巡洋舰全长111.8（366英尺10英寸），舷宽18.2（59英尺9英寸），吃水深7.3（23英尺11英寸）。 在正常载荷下，该舰排水量为7,350公噸（7,230長噸）。该舰由两台立式三胀蒸汽机提供动力，每台蒸汽机驱动一具螺旋桨，使用的蒸汽来自24座尼克劳斯燃煤锅炉。发动机额定功率为13,500匹指示馬力（10,100千瓦特），设计时速约为20節（37每小時；23英里每小時）。 在1900年9月7日的海试中，“朱塞佩·加里波蒂”号未能达到设计速度，虽然输出功率达到14,713匹指示馬力（10,971千瓦特），但最高航速仅为19.7節（36.5每小時；22.7英里每小時）。该舰以10節（19每小時；12英里每小時）航速时可以续航5,500海里（10,200；6,300英里）。常规编制下该舰乘员由555名军官和士兵组成，而担任旗舰时配备578名官兵。

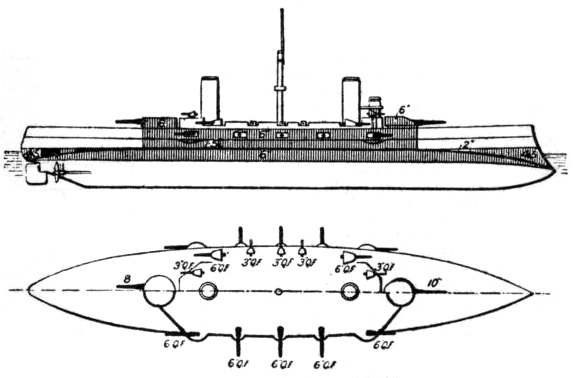
“朱塞佩·加里波蒂”号的武器和装甲布局

该舰的主炮包括一门安装在上层建筑前方炮塔内的254（10英寸）炮以及舰尾的双联装203（8英寸）炮。其副炮包括10门152（6.0英寸）炮，被安置在舰舯部的炮廓内，其余4门152毫米的炮安装在上层甲板上。“朱塞佩·加里波蒂”号还安装有10门76（3英寸）和6门47（1.9英寸）炮来对抗鱼雷艇。此外，舰上装有四具单装450（17.7英寸）鱼雷发射管。
该船的水线装甲带在舰舯部最大厚度为150（5.9英寸），向舰首舰尾两端逐渐减薄至80（3.1英寸）。指挥塔、炮廓和炮塔也被150毫米厚的装甲保护。该舰的防护甲板装甲厚度为37（1.5英寸），上层甲板上的152毫米炮由50（2.0英寸）的炮盾保护。

## 建造和服役
“朱塞佩·加里波蒂”号装甲巡洋舰是以现代意大利的创始人之一朱塞佩·加里波底命名的。于1898年9月21日在热那亚的安薩爾多开始建造，并于1899年6月29日下水。1900年7月12日，在进行初期蒸汽试验时，舰上两座锅炉的管道发生爆裂，造成一名舰员死亡，两人受伤。而接下来的修理工作一直持续到8月10日，本舰最终于1901年1月1日完工。1902年7月23日至10月2日，该舰在地中海海域巡航，停靠在的黎波里的港口以及爱琴海。次年，“朱塞佩·加里波蒂”号访问了阿尔及尔、塞萨洛尼基以及希腊的比雷埃夫斯港口。在1905年的舰队演习中，该舰被分配到封锁撒丁岛拉马达莱娜的“敌对”部队。这艘船是1905年11月至12月占领莱姆诺斯和米蒂利尼的国际远征军的一部分，当时他们试图迫使奥斯曼帝国及时偿还欠欧洲国家的债务，但未能成功。1906年9月15日至16日，该舰与其姊妹舰“弗朗切斯科·费鲁乔”号和“瓦雷泽”号一起在法国马赛参加为法国总统阿尔芒·法利埃举行的舰队检阅。该舰于1907年5月至7月被派往黎凡特，并于1908年6月再次被派往黎凡特。

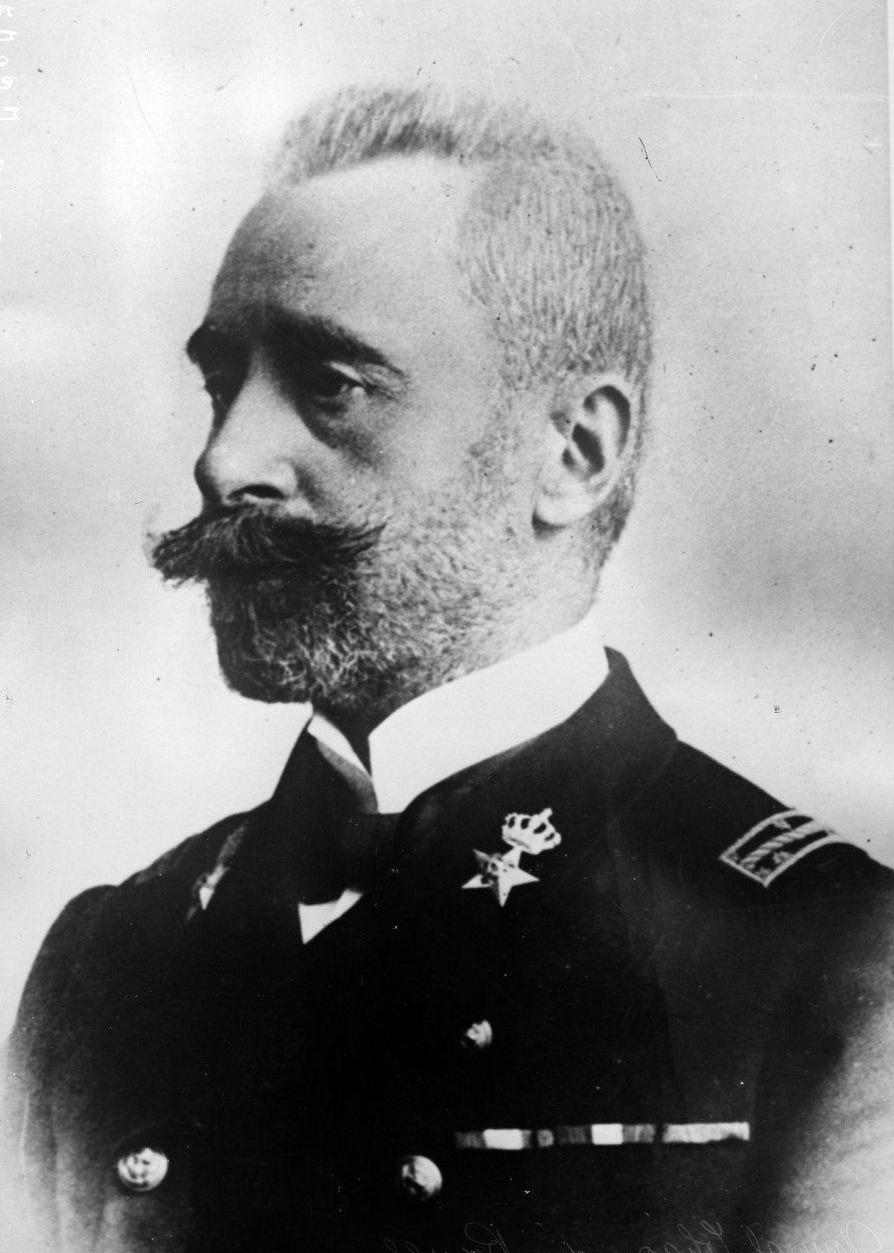
海军上将保罗·迪·雷维尔的肖像

当意土战争于1911年9月29日爆发时，“朱塞佩·加里波蒂”号是地中海舰队第2分舰队第4总队的旗舰，由海军少将保罗·唐·迪·雷维尔指挥。该舰也是10月3日至4日参与炮击的黎波里行动的意大利海军舰艇之一。轰炸结束后，一小队登陆舰进入哈米迪堡并摧毁了堡垒火炮的后膛装置，“朱塞佩·加里波蒂”号是第一艘进入港口的意大利舰只。这次零散的轰炸造成12名奥斯曼帝国士兵死亡，23 人重伤，另有7名平民死亡。10月13日，本舰级姊妹三舰启航前往西西里岛的奥古斯塔补充燃煤。 1912年1月，该舰与“瓦雷泽”号一起抵达托布鲁克，而舰队大部分舰只在意大利进行改装作业。
1912年2月24日，“朱塞佩·加里波蒂”号与“弗朗切斯科·费鲁乔”号一起轰炸了贝鲁特，并击伤了老迈的奥斯曼帝国铁甲舰“圣访”号。“朱塞佩·加里波蒂”号随后进入港口，用鱼雷击沉了“圣访”号，致使舰上两名军官和40名水手死亡。该舰逼近港口内也迫使奥斯曼帝国海军鱼雷艇“安哥拉”号自沉。这次战斗造成140多名平民死亡，200多人受伤。4月18日，“朱塞佩·加里波蒂”号和“瓦雷泽”号轰炸了奥斯曼帝国设在达达尼尔海峡的防御工事，并造成重大打击。当月晚些时候，该舰返回意大利并开始整修，整修作业一直持续到6月中旬，其中就包括更换破损的舰炮等。

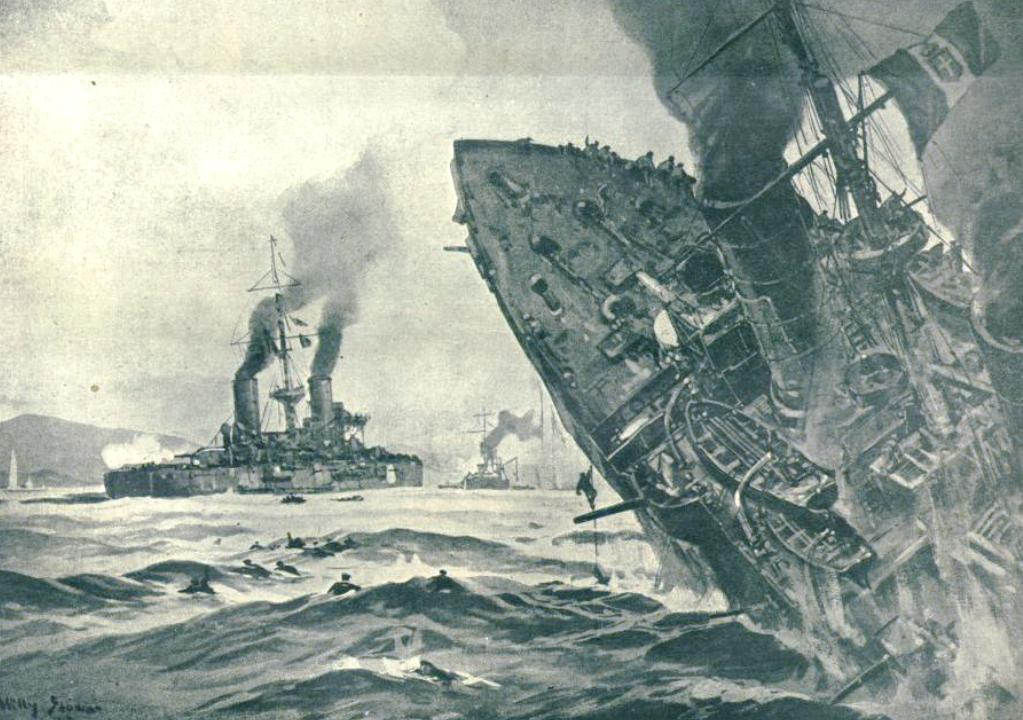
一副描绘奥匈帝国舰艇沉没的宣传海报

1913年5月第一次巴尔干战争结束后，“朱塞佩·加里波蒂”号被部署到阿尔巴尼亚的斯库台港，以确保黑山切实将该港口归还给奥斯曼帝国，并保护意大利在该市的利益。之后该舰于8月回国，并在1914年2月至3月被派往班加西。
当意大利在1915年5月向同盟国宣战时，“朱塞佩·加里波蒂”号是第五巡洋分舰队的旗舰。该分舰队由海军少将尤金尼奥·特里法里指挥，驻扎在布林迪西。同年6月5日，该分舰队炮击了拉古萨附近的铁路线，并于7月17日晚离开布林迪西，第二天上午在察夫塔特附近又发起炮击。凌晨04:00开始轰炸后不久，“朱塞佩·加里波蒂”号右舷靠近舰尾锅炉房处被奥匈帝国U-4号潜艇发射的一枚鱼雷击中。尽管只有53名船员丧生，但仅在被击中几分钟后，该舰就沉没了。其余525名幸存者被留下来营救的三艘驱逐舰救出，而该分舰队也就此撤退，以避开进一步的攻击。
“朱塞佩·加里波蒂”号的残骸呈倒扣状，在克罗地亚杜布罗夫尼克东南部，水深122（400英尺）处，其坐标为42°28.362′N 18°16.758′E / 42.472700°N 18.279300°E。 2008年，一支捷克探险队最先找到了“朱塞佩·加里波蒂”号在水下的残骸，但同年9月9日一名潜水员的意外死亡使这次探索被迫中止。由于“朱塞佩·加里波蒂”号是一个受保护的战争遗迹，该组织甚至都没有取得潜入该舰残骸的许可证，这也导致该组织最终被驱逐出境。后续的克罗地亚探险队于2009年8月利用CCR（闭路再呼吸器）技术再次进行探索并拍摄了沉船。 2009年11月和2010年5月，国际水下考古队对沉船进行了正式考察。

## 脚注

### 引文
1. ↑  日本海人社 (2010)，第44頁.
2. ↑  日本海人社 (2014)，第48頁.
3. ↑  金文杰 (2022)，第260頁.
4. 1 2 3  Freivogel (2012)，第43頁.
5. 1 2  Steam Trials–Italy (1901)，第136頁.
6. ↑  王运 (1988)，第85頁.
7. ↑  李昊 (2019)，第310頁.
8. ↑  章骞 (2013)，第102頁.
9. ↑  Chesneau & Kolesnik (1979)，第351頁.
10. ↑  Silverstone (1984)，第299頁.
11. 1 2  Fraccaroli (1970)，第31頁.
12. 1 2 3 4  Marchese (1995).
13. ↑  Professional Notes–Italy (1905)，第1004-1005頁.
14. ↑  Beehler (1913)，第9, 19–21頁.
15. 1 2  金文杰 (2022)，第143頁.
16. ↑  Gardiner & Gray (1985)，第389, 392頁.
17. ↑  Gardiner & Gray (1985)，第256頁.
18. ↑  Silverstone (1984)，第298–299, 307頁.
19. ↑  Beehler (1913)，第56–58頁.
20. 1 2  Langensiepen & Güleryüz (1995)，第16頁.
21. ↑  Sondhaus (2001)，第218頁.
22. ↑  Stephenson (2014)，第254頁.
23. ↑  Beehler (1913)，第79頁.
24. ↑  Freivogel (2012)，第40, 46–48頁.
25. ↑  Freivogel (2012)，第48–49頁.